# Wereldkampioenschappen zwemmen 2023 – 4×100 meter vrije slag gemengd
De gemengde 4×100 meter vrije slag op de wereldkampioenschappen zwemmen 2023 in Fukuoka vond plaats op 29 juli 2023. Na afloop van de series kwalificeerden de acht snelste ploegen zich voor de finale.

## Records
Voorafgaand aan het toernooi waren dit het wereldrecord en het kampioenschapsrecord
| Wereldrecord         | Australië Jack Cartwright (48,12) Kyle Chalmers (46,98) Madison Wilson (52,25) Mollie O'Callaghan (52,03) | 3.19,38 | Boedapest | 24 juni 2022 |
| Kampioenschapsrecord | Australië Jack Cartwright (48,12) Kyle Chalmers (46,98) Madison Wilson (52,25) Mollie O'Callaghan (52,03) | 3.19,38 | Boedapest | 24 juni 2022 |

## Uitslagen

### Series
| Rang | Serie | Baan | Land                 | Namen | Tijd    | Bijz. |
| ---- | ----- | ---- | -------------------- | --- | ------- | ----- |
| 1    | 5     | 4    | Australië            | Flynn Southam (48.69) Jack Cartwright (47.81) Madison Wilson (52.98) Meg Harris (52.40)                         | 3:21.88 | Q     |
| 2    | 5     | 5    | Verenigde Staten     | Matt King (48.32) Chris Guiliano (48.18) Olivia Smoliga (53.30) Bella Sims (54.05)                              | 3:23.85 | Q     |
| 3    | 5     | 6    | Italië               | Manuel Frigo (48.54) Alessandro Miressi (47.56) Costanza Cocconcelli (54.41) Sofia Morini (53.88)               | 3:24.39 | Q     |
| 4    | 4     | 5    | Verenigd Koninkrijk  | Jacob Whittle (48.84) Tom Dean (47.93) Lucy Hope (53.87) Freya Anderson (53.77)                                 | 3:24.41 | Q     |
| 5    | 4     | 4    | Canada               | Ruslan Gaziev (48.27) Javier Acevedo (48.07) Mary-Sophie Harvey (54.13) Taylor Ruck (54.16)                     | 3:24.63 | Q     |
| 6    | 4     | 0    | Japan                | Tomonobu Gomi (49.65) Katsumi Nakamura (48.59) Nagisa Ikemoto (53.79) Yume Jinno (54.44)                        | 3:26.47 | Q     |
| 7    | 5     | 2    | Brazilië             | Guilherme Caribé (48.67) Felipe Ribeiro (48.95) Ana Carolina Vieira (54.64) Stephanie Balduccini (54.22)        | 3:26.48 | Q     |
| 8    | 3     | 4    | Duitsland            | Peter Varjasi (48.93) Rafael Miroslaw (48.40) Nele Schulze (54.58) Nina Holt (54.87)                            | 3:26.78 | Q     |
| 9    | 4     | 2    | China                | Yang Jintong (49.91) Ji Yicun (49.32) Yang Junxuan (54.47) Wu Qingfeng (53.38)                                  | 3:27.08 |       |
| 10   | 5     | 3    | Frankrijk            | Max Berg (49.36) Guillaume Guth (48.74) Assia Touati (55.09) Lison Nowaczyk (54.43)                             | 3:27.62 |       |
| 11   | 4     | 3    | Zweden               | Robin Hanson (49.46) Björn Seeliger (48.93) Louise Hansson (54.31) Sofia Åstedt (54.94)                         | 3:27.64 |       |
| 12   | 4     | 6    | Nederland            | Kenzo Simons (49.67) Caspar Corbeau (49.28) Milou van Wijk (54.34) Sam van Nunen (54.54)                        | 3:27.83 |       |
| 13   | 5     | 1    | Zuid-Korea           | Ji Yu-chan (49.11) Yang Jae-hoon (49.17) Hur Yeon-kyung (54.43) Jeong So-eun (55.28)                            | 3:27.99 | NR    |
| 14   | 4     | 1    | Israël               | Denis Loktev (49.69) Meiron Cheruti (49.36) Anastasia Gorbenko (54.44) Daria Golovaty (55.29)                   | 3:28.78 | NR    |
| 15   | 4     | 8    | Griekenland          | Andreas Vazaios (49.19) Stergios Bilas (48.49) Theodora Drakou (55.05) Maria-Thaleia Drasidou (56.23)           | 3:28.96 | NR    |
| 16   | 4     | 7    | Nieuw-Zeeland        | Cameron Gray (48.77) Carter Swift (49.06) Helena Gasson (55.79) Chelsey Edwards (55.43)                         | 3:29.05 |       |
| 17   | 5     | 7    | Spanje               | Sergio de Celis (48.88) Carles Coll (49.27) Carmen Weiler (55.27) Ainhoa Campabadal (55.64)                     | 3:29.06 |       |
| 18   | 5     | 9    | Zuid-Afrika          | Clayton Jimmie (50.04) Aimee Canny (54.58) Roland Schoeman (50.48) Rebecca Meder (55.06)                        | 3:30.16 | AF    |
| 19   | 1     | 6    | Mexico               | Jorge Iga (48.76) Andres Dupont (48.77) Athena Meneses (56.59) Tayde Revilak (56.65)                            | 3:30.77 | NR    |
| 20   | 5     | 8    | Singapore            | Jonathan Tan (49.24) Mikkel Lee (49.30) Quah Ting Wen (55.65) Quah Jing Wen (56.70)                             | 3:30.89 |       |
| 21   | 3     | 7    | Slowakije            | Matej Duša (49.89) František Jablčník (50.82) Tamara Potocká (55.04) Teresa Ivan (55.66)                        | 3:31.41 | NR    |
| 22   | 5     | 0    | Hongkong             | Lau Shiu Yue (52.28) Ian Ho (49.16) Camille Cheng (55.69) Chloe Cheng (57.83)                                   | 3:34.96 | NR    |
| 23   | 2     | 0    | Aruba                | Mikel Schreuders (49.15) Bransly Dirksz (52.97) Elisabeth Timmer (57.77) Chloe Farro (58.00)                    | 3:37.89 | NR    |
| 24   | 2     | 7    | Bermuda              | Benedict Parfit (52.54) Jack Harvey (51.94) Maddy Moore (57.75) Emma Harvey (56.63)                             | 3:38.86 | NR    |
| 25   | 3     | 6    | Thailand             | Dulyawat Kaewsriyong (50.70) Tonnam Kanteemool (51.27) Kamonchanok Kwanmuang (57.06) Jenjira Srisaard (1:00.35) | 3:39.38 |       |
| 26   | 3     | 3    | Geschorste zwembond  | Monyo Maina (53.08) Swaleh Abubakar Talib (54.34) Emily Muteti (57.78) Maria Brunlehner (57.38)                 | 3:42.58 |       |
| 27   | 3     | 2    | Bahama's             | Lamar Taylor (50.10) Davante Carey (51.84) Rhanishka Gibbs (1:02.16) Zaylie Thompson (59.09)                    | 3:43.19 |       |
| 28   | 3     | 5    | Armenië              | Artur Barseghyan (51.71) Ashot Chakhoyan (55.59) Ani Poghosyan (58.85) Varsenik Manucharyan (58.80)             | 3:44.95 |       |
| 29   | 2     | 2    | Antigua en Barbuda   | Stefano Mitchell (51.74) Jadon Wuilliez (51.42) Bianca Mitchell (1:01.05) Aunjelique Liddie (1:01.17)           | 3:45.38 |       |
| 30   | 3     | 1    | Oeganda              | Tendo Mukalazi (52.57) Adnan Kabuye (53.71) Tara Naluwoza (1:02.05) Kirabo Namutebi (59.47)                     | 3:47.80 | NR    |
| 31   | 1     | 5    | Nigeria              | Clinton Opute (52.71) Colins Obi Ebingha (51.52) Dorcas Abeng (1:02.21) Adaku Nwandu (1:02.39)                  | 3:48.83 | NR    |
| 32   | 3     | 8    | Samoa                | Olivia Borg (58.90) Brandon Schuster (53.51) Kaiya Brown (1:01.92) Kokoro Frost (54.96)                         | 3:49.29 | NR    |
| 33   | 2     | 9    | Panama               | Jeancarlo Calderon Harper (53.33) Emily Santos (1:01.94) Carolina Cermelli (1:04.25) Tyler Christianson (53.67) | 3:53.19 |       |
| 34   | 3     | 9    | Guam                 | James Hendrix (53.80) Mia Lee (1:01.82) Amaya Bollinger (1:04.92) Israel Poppe (54.00)                          | 3:54.54 | NR    |
| 35   | 2     | 1    | Bahrein              | Ali Sadeq Alawi (54.62) Abdulla Khalid Jamal (54.27) Asma Lefahler (1:01.36) Ayah Binrajab (1:04.52)            | 3:54.77 |       |
| 36   | 3     | 0    | Angola               | Henrique Mascarenhas (52.76) Salvador Gordo (55.17) Maria Lopes Freitas (1:03.19) Lia Ana Lima (1:07.72)        | 3:58.84 |       |
| 37   | 1     | 4    | Papoea-Nieuw-Guinea  | Nathaniel Noka (57.02) Josh Tarere (56.89) Abigail Ai Tom (1:08.45) Georgia-Leigh Vele (1:00.78)                | 4:03.14 |       |
| 38   | 1     | 3    | Micronesië           | Taeyanna Adams (1:06.22) Tasi Limtiaco (54.87) Kyler Anthony Kihleng (58.46) Kestra Kihleng (1:04.32)           | 4:03.87 |       |
| 39   | 2     | 4    | Noordelijke Marianen | Isaiah Aleksenko (52.29) Anthony Deleon (56.51) Shoko Litulumar (1:09.97) Maria Batallones (1:06.85)            | 4:05.62 |       |
| 40   | 2     | 6    | Kaapverdië           | Jayla Pina (59.84) Ailton Lima (1:00.04) La Troya Pina (1:07.62) Troy Pina (59.85)                              | 4:07.35 |       |
| 41   | 2     | 8    | Malawi               | Filipe Gomes (53.49) Ammara Pinto (1:11.36) Tayamika Chang'Anamuno (1:06.13) Muhammad Ali Moosa (1:03.45)       | 4:14.43 |       |
| 42   | 2     | 5    | Malediven            | Hamna Ahmed (1:10.02) Ali Imaan (58.07) Mohamed Rihan Shiham (1:09.78) Meral Ayn Latheef (59.87)                | 4:17.74 |       |
| 43   | 2     | 3    | Palau                | Jion Hosei (58.52) Travis Dui Sakurai (57.70) Galyah Ngerchesiuch Mikel (1:11.78) Yuri Hosei (1:09.91)          | 4:17.91 |       |
| 44   | 4     | 9    | Colombia             | | DNS     | DNS   |

### Finale
| Rang   | Baan | Land                | Namen | Tijd    | Bijz. |
| ------ | ---- | ------------------- | --- | ------- | ----- |
| Goud   | 4    | Australië           | Jack Cartwright (48,14) Kyle Chalmers (47,25) Shayna Jack (51,73) Mollie O'Callaghan (51,71)             | 3.18,83 | WR    |
| Zilver | 5    | Verenigde Staten    | Jack Alexy (47,68) Matt King (47,78) Abbey Weitzeil (52,94) Kate Douglass (52,42)                        | 3.20,82 |       |
| Brons  | 6    | Verenigd Koninkrijk | Matthew Richards (47,83) Duncan Scott (47,46) Anna Hopkin (53,30) Freya Anderson (53,09)                 | 3.21,68 | ER    |
| 4      | 2    | Canada              | Joshua Liendo (48,65) Ruslan Gaziev (47,58) Maggie MacNeil (53,59) Mary-Sophie Harvey (54,00)            | 3.23,82 |       |
| 5      | 3    | Italië              | Alessandro Miressi (47,97) Thomas Ceccon (47,93) Costanza Cocconcelli (54,84) Sofia Morini (53,79)       | 3.24,53 |       |
| 6      | 1    | Brazilië            | Guilherme Caribé (48,32) Felipe Ribeiro (48,31) Ana Carolina Vieira (54,47) Stephanie Balduccini (54,11) | 3.25,21 |       |
| 7      | 7    | Japan               | Tomonobu Gomi (49,58) Katsumi Nakamura (48,60) Nagisa Ikemoto (53,67) Yume Jinno (55,11)                 | 3.26,96 |       |
| 8      | 8    | Duitsland           | Peter Varjasi (49,06) Rafael Miroslaw (48,73) Nele Schulze (54,65) Nina Holt (54,74)                     | 3.27,18 |       |